# شارون امرسون
شارون امرسون (بالإنجليزية: Sharon Emerson)‏ هي عالمة أحياء أمريكية (مواليد 1945)، وباحثة في جامعة ولاية يوتا.
في عام 1993، ترأست شعبة مورفولوجيا الفقاريات في الجمعية الأمريكية لعلماء الحيوان
درّست في جامعة إلينوي في شيكاغو
.

## الجوائز
1995 زمالة ماك أرثر ( بالإنجليزية: MacArthur Fellows Program )

## الأعمال
- "The ecomorphology of Bornean tree frogs (family Rhacophoridae)", Zoological Journal of the Linnean Society، المجلد 101 العدد4، الصفحات337 - 357
- "Allometric Prey of Predator-Prey Interactions", Ecological morphology: integrative organismal biology, Editors Peter Cam Wainwright, Stephen M. Reilly, University of Chicago Press, 1994, ISBN 9780226869957